# 依本悟
依本 悟（よりもと さとし、1941年8月7日 - ）は、秋田放送の元アナウンサー。

## 経歴
北海道上川郡下川町生まれ。明治大学文学部文学科演劇専攻卒業。1964年の日活ニューフェイスに最終選考まで残っていたが、落選。その後友人にアナウンサーを勧められて「声のスターになるのも悪くない」と思い直し、1965年2月に秋田放送へ入社。後にアナウンス部長、報道局次長・報道部長を経て、2002年に定年退職。以後は秋田・市民メディア研究会」代表として、メディアリテラシーとコミュニケーション・人間関係を軸に生涯学習を展開。

## 人物
アナウンサーになったあたりの頃から、ネギの研究を続けている。ネギを見ただけで産地を必ず当てたり、ラーメンを丼の中で一本にするという特技も持っていた。
また、座布団や布団を回す特技も持っている。
一億人の大質問!?笑ってコラえての日本列島テレビ局の旅にて実際に座布団回しを披露した。
その時は布団回しは上手くいかなかった。

## アナウンサー時代の担当番組

### テレビ
- ABSホットスタジオ～土曜にちょっと～[1]
- ドキュメンタリーの制作
など

### ラジオ
- どんぱんワイド80分[1]
- 依さんのサンデー電話リクエスト
- ラジオドラマの脚本・演出
など